# Комплекс „Стара Плиска“
Комплекс „Стара Плиска“ е културно-исторически развлекателен комплекс, намиращ се в Плиска. Открит е на 2 май 2015 г. по повод честването на 1150-годишнината от покръстването на българите в православната християнска вяра. Комплексът включва музей „Двор на кирилицата“, странноприемница „Стара Плиска“ и спа „Боилски бани“.

## История
Комплексът е създаден с лични средства на арменеца Карен Алексанян, който закупува около 8000 м2 земя и наема строители, архитекти, български и чуждестранни художници за проекта. Вдъхновен е от каменния мемориал на Месропската азбука в село село Арташаван, Армения. За изготвените паметници сътрудничат професорите Пламен Павлов, Божидар Димитров и други. Строежите започват през 2014 г.

## Двор на кирилицата
„Дворът на кирилицата“ е музей, посветен на кирилските букви и тяхната история.
Първото отделение включва на открита затревена площ:
- двуметрови ръчно резбовани каменни скулптури на кирилските букви и традиционен арменски хачкар. Изработени са от 12 арменски скулптори, ръководени от народния майстор на Армения Рубен Налбандян.
- паметници на светите братя Кирил и Методий и на св. Борис I Михаил, покръстителя на българския народ. Изработени са от майстора на монументалната пластика Бехчет Данаджъ.
- параклисът „Св. Борис I Покръстител“, осветен на осветен на 25.04.2015 г. За изграждането му са използвани старинни камъни от местността.
- 12 метров метален кръст

Буквите и хачкара са изработени в Армения и доставени в България с помощта на Ашот Сергеевич Агабабян, депутат от Народното събрание на Република Армения.
Второто отделение е галерия с постоянна експозиция, проследяваща историята на създаване на азбуката, приемането на кирилицата в България и признаването на църковните славянски книги от християнския свят. Изпълнена е от зидан камък в старинен стил. Картините са по поръчка на Карен Алексанян. Изпълнени са от доц. Иван Узунов – ръководител на катедра „Живопис“ във ВТУ „Св. св. Кирил и Методий“, художниците Михаила Михайлова от София и Валентин Голешев от Търговище.
Последното отделение е Крепостта – символ на защита и съхранение на българщината и писмеността. Крепостта е автентична каменна сграда с кула и бойници, чиито зали на двата етажа съхраняват експонати свързани с историята на кирилицата и България. В реален размер са изложени восъчни скулптури на книжовниците Климент Охридски, Наум Охридски и Ангеларий Охридски (изработени от групата на търновския художник Борис Борисов), Кубрат, Аспарух, Тервел, и на владетелите Кардам, Крум, Омуртаг, княз Борис I Михаил и съпругата му княгиня Мария Българска

### Алея на писателите
На 1 ноември 2017 г. е открита „Алея на писателите“, която представя творци от национални култури и религии, писали и пишещи на кирилица. Към 2021 г. са изпълнени 50 бюст-паметника на писатели от различни народности от плануваните 80.
На 27 юли 2017 г., от вътрешна страна на източния зид на Алеята, са поставени 14 барелефа на писатели на детска литература от 10 националности, които ще се допълват във времето.